# 茨岩塘镇
茨岩塘镇，是中华人民共和国湖南省湘西土家族苗族自治州龙山县下辖的一个乡镇级行政单位。

## 行政区划
茨岩塘镇下辖以下地区：
茨岩社区、包谷村、岩板村、双新村、半寨村、面山村、新场坳村、中山村、凉水村、甘露村、新溪村、新湖村、兴隆村、大田村、小米村、套虎村、银山村、比溪村、树溪村、细车村和茄佗村。